# Energiegemeenschap
Een energiegemeenschap is een groep energienetgebruikers die besluiten energie uit te wisselen of collectieve energieactiviteiten te organiseren via een open en democratisch systeem. Het kan gaan om individuele burgers, eventueel in samenwerking met lokale overheden of kleine ondernemingen. 

## Europese Unie
In het kader van het ‘Schone energie voor alle Europeanen’ initiatief van de Commissie heeft de Unie via richtlijnen sedert 2018 twee vormen van energiegemeenschappen ingevoerd: de “energiegemeenschap van burgers” in de Elektriciteitsrichtlijn (2019/944) en de “hernieuwbare-energiegemeenschap” in de Richtlijn Hernieuwbare Energie (2018/2001).

## België
In België zijn zowel de gewesten als de federale overheid bevoegd voor energie. Vlaanderen erkent beide Europees geregelde energiegemeenschappen. Deze moeten aan bepaalde voorwaarden voldoen, en zich tijdig aanmelden bij de Vlaamse Regulator VREG. In het Brussels Hoofdstedelijk Gewest is BRUGEL bevoegd, in het Waals Gewest is dat CwaPE.  